# Загублений світ (роман)
«Загу́блений світ» (англ. The Lost World) — роман Майкла Крайтона 1995 року. Продовження роману «Парк Юрського періоду» (1990). 1997 року обидві книги вийшли під однією палітуркою у збірці з назвою «Світ Юрського періоду» (непов'язаний з однойменним фільмом). За мотивами роману також вийшов однойменний фільм — «Парк Юрського періоду 2: Загублений світ» (1997).

## Історія створення
Після публікації роману «Парк Юрського періоду» в 1990 році, фанати першої книги вимагали в Крайтона продовження. Ба більше, успіх однойменної екранізації ⁣— ⁣«Парк Юрського періоду» (1993) — призвів до того, що режисер Стівен Спілберг також висловив зацікавлення для зйомки сиквелу. Крайтон скептично ставився до такого рішення, адже ще ніколи не писав продовжень до своїх романів. На думку письменника, під час написання сиквелу виникає «дуже велика структурна проблема, позаяк книга мусить бути такою, як попередня, але водночас іншою; якщо продовження насправді однакове, тоді воно однакове, але якщо воно насправді різниться, то це вже не сиквел. Саме тому продовження твору знаходиться у певній чудернацькій проміжній ланці». У березні 1994 року Крайтон заявив, що у нього виникла ідея для сюжету наступної книги, тому скоріш за все у близькому майбутньому можлива поява сиквелу та його однойменна екранізація.
Попри те, що персонаж Іян Малкольм загинув у першому романі дилогії, Крайтон вирішив «воскресити» його: «Малкольм повернувся, позаяк він мені потрібен. Я б міг обійтися без інших, але не без нього, адже він виконує роль іронічного коментатора зображуваних подій. Він продовжує доводити до нашого відома, чому все закінчиться погано. Я просто мусив зобразити його знову.». Крайтон запозичив практику повернення мертвого персонажа назад до розповіді в Артура Конан-Дойла, який повсякчас повертав начебто мертвого Шерлока Холмса назад до своїх розповідей. Ба більше, Малкольму вдалося завоювати прихильність як серед читачів роману, так і серед глядачів однойменної кіноадаптації. Перший варіант роману «Загублений світ» містив розлогу тираду Малкольма на тему Бога і еволюції, але Крайтон вилучив цю частину, позаяк «здавалося, що вона там не підходить».
У березні 1995 року стало відомо, що Крайтон практично закінчив роботу над романом, вихід якого заплановано на кінець року. Письменник, однак, не уточнив назву майбутньої книги та деталей її сюжету. Згодом з'явилася інформація про те, що Крайтон назвав роман «Загублений світ», на честь однойменного роману Артура Конана Дойла та однойменної екранізації цього твору. Ба більше, роман Крайтона поділяє певні схожості з романом Дойла, позаяк обидві книги розповідають про експедицію до ізольованої локації в Центральній Америці, де можна зустріти живих динозаврів. Однак, Крайтинові динозаври виведені завдяки генній інженерії, а Дойловим же вдалося вижити ще з давніх часів. «Загублений світ» — єдиний сиквел, який Крайтон коли-небудь написав до своїх романів.

## Сюжет

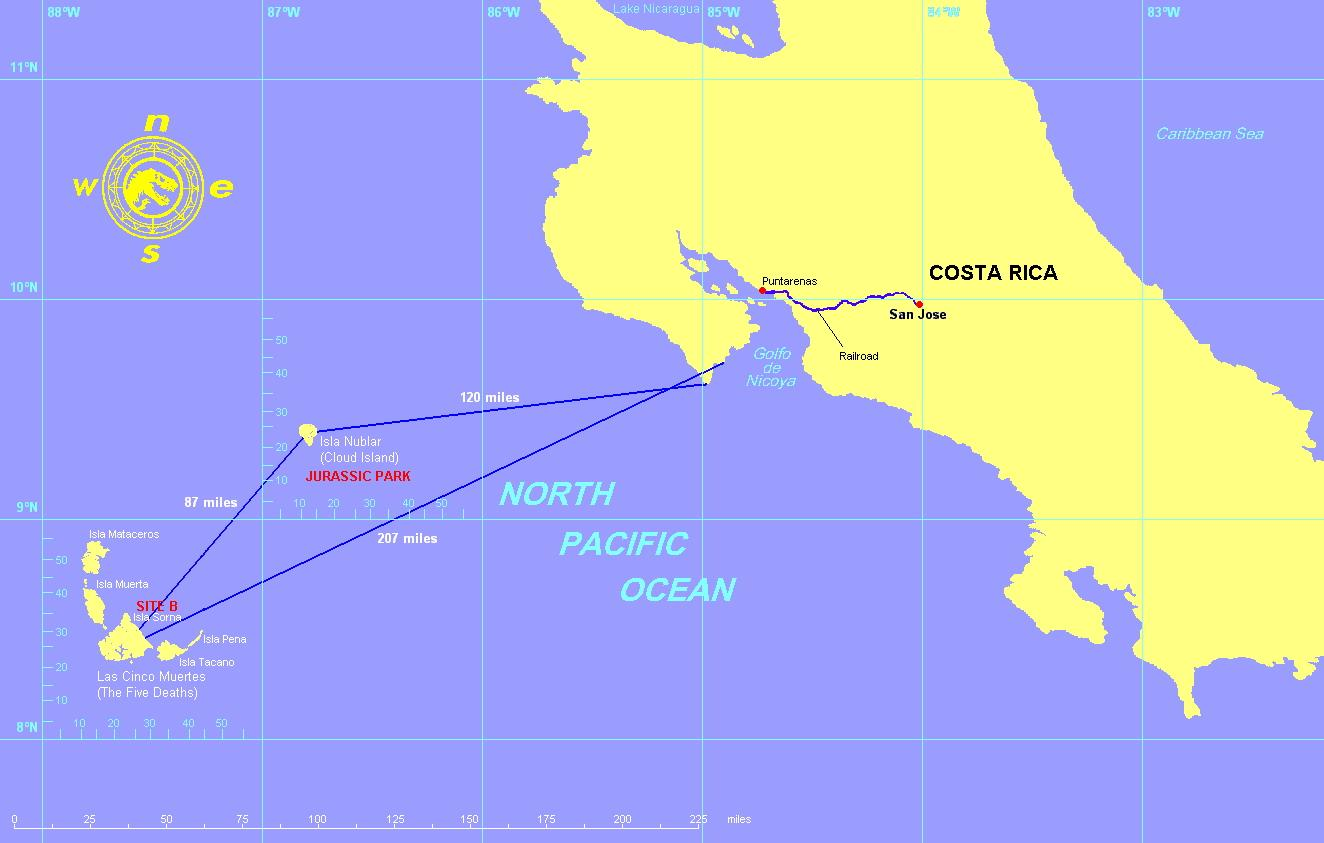
Розташування острова Ісла Нублар та острова Сорна

Минуло шість років відтоді, як у парку розваг з клонованими динозаврами вибухнула катастрофа. Мільйонеру Джону Геммонду не вдалося втілити у життя свій амбітний проєкт. Однак, лише тепер стало відомо, що тварин вирощували за межами острова Ісла Нублар, де знаходився свого роду «вітринний» зоопарк Геммонда. Справжнім місцем створення динозаврів став Об'єкт Б на острові Сорна. Через не надто успішні результати, Геммонд був вимушений встановити величезну промислову експлуатацію, адже щоб отримати одного динозавра доводилося вирощувати тисячі ембріонів. «Тут, на іншому острові, далеко від суспільної уваги Геммонд міг вільно проводити свої дослідження і давати собі раду з неприємною правдою за межами свого чудового парку».
Ричарду Левіну вдається встановити точне місцезнаходження Об'єкта Б та влаштувати експедицію, яка дозволила б дослідити поведінку цих доісторичних істот та, можливо, дізнатися причину вимирання динозаврів. Однак, одночасно про острів дізнається Льюїс Доджсон, який вирушає на Об'єкт Б, щоб роздобути яйця усіх наявних на острові динозаврів, що призводить до неочікуваних негативних наслідків для всіх відвідувачів.

## Персонажі
- Ричард Левін — багатий палеонтолог з Берклі, один із найкращих фахівців у своїй царині. «Він був відомим своєю фотографічною пам'яттю, зарозумілістю, гострим язиком і неприхованим задоволенням, яке отримував, вказуючи на помилки колег»[10]. Він, однак, не займався польовими дослідженнями, а подорожував світом, щоб перевіряти знахідки інших дослідників, які не могли обійтись без його експертної думки. Одержимий ідеєю Загубленого Світу та переконаний, що в ізольованих місцях планети ще досі можна зустріти динозаврів, які зовсім не вимерли, а спокійно собі живуть у віддалених куточках Землі. Організатор експедиції на острів Сорна, один із приватних островів, що знаходиться поблизу берега Коста-Рики.
- Іян Малкольм — сорокарічний експерт з теорії хаосу, лектор в Інституті Санта-Фе. Під час подорожі на острів Сорна отримав важке поранення (у ЗМІ навіть з'являлася інформація про його смерть) та тепер накульгував на одну ногу і мусив спиратися на ціпок. Мав аскетичний вигляд та одягався у чорне. Один із учасників експедиції.
- Сара Гардінг — польовий біолог, доцент у Принстоні, етолог, що вивчає поведінку хижаків (левів, гієн) у Східній Африці. Протягом року допомагала Малкольму видужати після численних операцій. Попри їхні колишні стосунки, вони залишились просто друзями. В останній момент стала учасницею експедиції.
- Джек Торн — керівник компанії «Мобайл Філд Сістемз», яка знаходиться в Вудсайді. Колишній професор прикладної інженерії з креативним підходом до викладання (постійно спонукав студентів розв'язувати прикладні інженерні задачі). Разом зі своїм колегою Едді Карром для експедиції розробив два трейлери та «Експлорер». Найстарший учасник експедиції, чоловік років п'ятдесяти п'яти.
- Едді Карр — старший майстер в компанії «Мобайл Філд Сістемз»; помічник Джека Торна. Майстер на всі руки, який може будь-що полагодити чи сконструювати. Закінчивши три роки тому місцевий коледж, пішов працювати на Торна з надією підзаробити трохи грошей та повернутися до навчання, щоб здобути науковий ступінь. Наймолодший дорослий експедиції.
- Келлі Кертіс — семикласниця у середній школі у Вудсайді. Одна із найобдарованіших учениць Ричарда Левіна, який за рішенням суду мусив викладати у місцевій школі за перевищення швидкості на своєму «Феррарі». Келлі захоплюється Сарою Гардінг. Разом з Арбі заховалася у трейлері та таємно прибула на острів.
- Арбі — одинадцятирічний хлопець, який перескочив два класи й тепер навчався в одному класі з Келлі. Юний геній, що розбирається в комп'ютерах. Разом із Келлі заховався у трейлері та таємно прибув на острів.
- Льюїс Доджсон — керівник генетичної компанії «Біосин». Займається крадіжкою розробок, які здійснили інші генетичні компанії, то заробив репутацію «перехоплювача». Разом із Джорджом Безелтоном та Говардом Кінгом вирушає на острів Сорна, аби роздобути яйця усіх наявних на острові динозаврів.
- Джордж Безелтон — професор біології в університеті Регіс. Компанія «Біосин» найняла його задля покращення свого іміджу, адже через порушення закону у них існує необхідність у «прибиранні». Разом із Льюїсом Доджсоном та Говардом Кінгом вирушає на острів Сорна, аби роздобути яйця усіх наявних на острові динозаврів.
- Говард Кінг — помічник Льюїса Доджсона. Спочатку подавав надії найперспективнішого дослідника в «Біосин», але згодом зазнав невдачі. Погодився стати особистим помічником Доджосона, який займався промисловим шпигунством. Разом із Льюїсом Доджсоном та Джорджом Безелтоном вирушає на острів Сорна, аби роздобути яйця усіх наявних на острові динозаврів.

## Список динозаврів
- Апатозавр
- Карнотавр
- Гіпсилофодон
- Майазавр
- Мусзавр
- Орнітолест
- Пахіцефалозавр
- Паразауролоф
- Прокомпсогнат
- Стегозавр
- Трицератопс
- Тиранозавр рекс
- Велоцираптор

Лише згадування або появи без згадки по імені:
- Дріозавр
- Галлімім
- Gravitholus
- Троодон

## Переклад українською
- Майкл Крайтон. Загублений світ / пер. з англ. Романа Клочка. — К. : КМ-Букс, 2018. — 512 с. — ISBN 978-617-7535-21-7.